# Barão de Melgaço
Barão de Melgaço este un oraș în Mato Grosso (MT), Brazilia.